# 天柱四
天龍座59，又名BD+76 717，HD 180777、SAO 9341、HR 7312，是天龍座的一颗恒星，视星等为5.13，位于銀經108.08，銀緯25.31，其B1900.0坐标为赤經19h 12m 50.3s，赤緯+76° 25.31′ 39″。